# Michael Braun (Unternehmer)

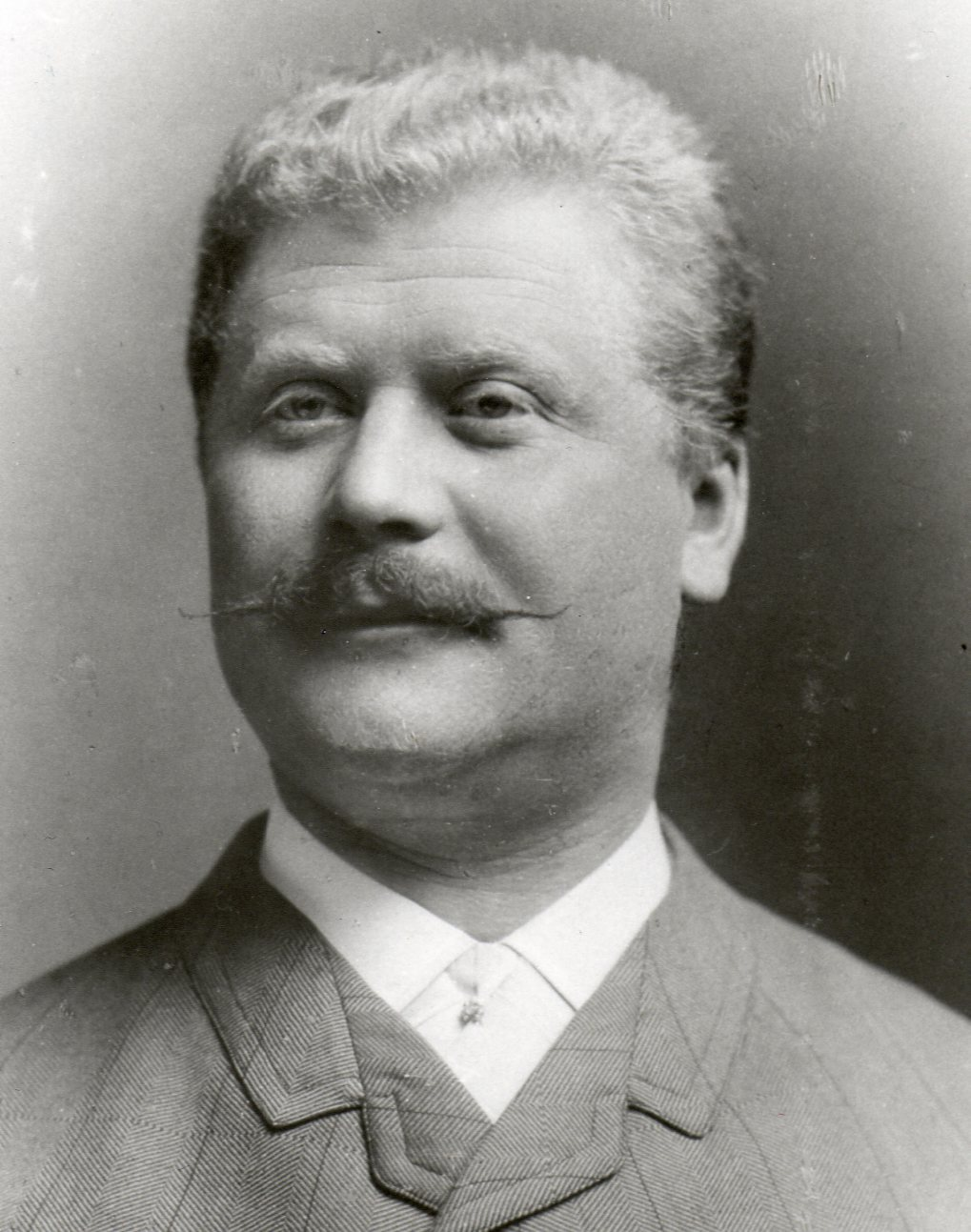
Johann Michael Braun

Johann Michael Braun (* 5. August 1866 in Heubach; † 21. Juli 1954 ebenda) war ein deutscher Unternehmer.

## Leben
Johann Michael Braun wurde als Sohn des Korsett-Webermeisters Johann Jakob Braun 1866 in Heubach geboren. Aus einfachen Verhältnissen stammend entwickelte er nach einer kaufmännischen Lehre ein außergewöhnliches Verkaufstalent. Dies machte er sich und seinem Kompagnon und späteren Schwiegervater Johann Gottfried Spießhofer zunutze, indem beide 1886 die Korsettmanufaktur Spießhofer & Braun gründeten. Das Unternehmen firmiert seit 1902 unter dem Namen Triumph und entwickelte sich aus kleinsten Anfängen zu einem Unternehmen von internationaler Bedeutung und marktführender Stellung im Bereich Damenunterbekleidung und Miederwaren. In seiner Funktion als Gesellschafter folgten ihm seine Söhne Curt Braun und Dr. Herbert Braun.

## Ehrungen
- 1936: Ehrenbürger der Stadt Heubach[1]
- 1952: Großes Verdienstkreuz der Bundesrepublik Deutschland
- Benennung der Michael-Braun-Straße in Heubach
- Benennung des Michael-Braun-Ring in Aalen